# 帕圖洛橋
帕圖洛橋（英語：Pattullo Bridge）是加拿大卑詩省大溫哥華地區一條拱形桁架橋，橫跨菲沙河連接南岸的素里和北岸的二埠。大橋主體長746米（2,448英尺），連南端引道長1,221米（4,006英尺），主橋跨則為137米（449英尺）。大橋為四線行車，每條行車線濶3米（9.8英尺），來回方向各兩線，南行線旁並設有1.8米（5.9英尺）濶的行人和單車通道。
大橋於2006年的平均每天車輛流量達7萬架次，當中約6%為貨櫃車交通。

## 歷史
來往二埠和素里的「K de K」渡輪於1884年投入服務，當時是連接兩地的唯一交通模式。隨著渡河交通日益增長，「K de K」渡輪亦於十年內被承載量較大的素里號渡輪取代，而聯邦政府更於1902年斥資興建二埠大橋（New Westminster Bridge）。該座橋樑於1904年落成啓用，分為上下兩層，下層供鐵路使用，上層則供馬車和汽車使用。
為了應付現代汽車交通的需求，卑詩省政府於1930年代決定在二埠大橋旁興建一座新橋。大橋於1936年動工，並於1937年11月15日正式啓用，造價為4百萬加元（1937年計算），以時任卑詩省省長湯瑪士·德芙靈·帕圖洛（Thomas Dufferin Pattullo）命名。帕圖洛橋開通後，二埠大橋的上層通道被拆除，該橋遂成為鐵路專用橋。帕圖洛橋啓用初期曾收取過路費，到1952年則取消收費。
大橋早期隸屬卑詩省1號公路（橫加公路）和99號公路。該兩個編號後於1970年代初轉到新建成的高速公路路段，而帕圖洛橋亦隨之改歸1A和99A公路。省政府於1999年將大橋轉交大溫地區的交通管理局運輸聯線，並取消大橋的省道資格。
2009年1月18日清晨，帕圖洛橋南端橋面下的木製支架起火並蔓延至橋面，火警中無人傷亡。運輸聯線原本預料大橋需封閉至少一個月以進行復修，但由於當局能夠利用架空列車加拿大線工程的剩餘物資，大橋提早於同月26日重新開放。

## 現況及未來發展
帕圖洛橋的行車線狹窄，來回方向沒有護欄分隔，1990年至2008年間共有21人因在大橋或其引道上遇上車禍而喪生，大橋的安全水平因此備受質疑。有見及此，運輸聯線近年已實行數項措施以改善情況，包括將大橋的行車速度上限從每小時60公里降低至50公里、在來回方向的分隔線上放置一系列反光膠柱、以及從2005年7月起由每晚10時至翌晨5時封閉大橋的兩條中央行車線以減低車輛迎頭相撞的風險。
運輸聯線亦曾經研究在大橋來回方向之間增設護欄，但由於橋面濶度有限，增設護欄後當局必需更改大橋的行車安排：
- 當局可引入像獅門橋般的三線行車安排，並將中央線設為調撥車道。然而，當局指出帕圖洛橋來回方向整天的交通流量大致相若，在此安排下只得一條行車線的通行方向將面臨更嚴重的交通擠塞。
- 增設護欄後若仍保持四線行車的話，當局便需禁止大型車輛（包括貨櫃車）行駛，但此舉將嚴重影響大溫地區的貨運業者。

綜合種種因素，運聯於2008年決定興建新橋來取代帕圖洛橋，而新橋落成前帕圖洛橋則維持現有的行車安排。當局估計新橋的造價約為8至10億元。

### 引用文獻
- . Buckland & Taylor. 2003-05-30  [2012-06-21].[永久]
- . Collings Johnston Inc. 2006-10-31  [2012-06-21].[永久]

## 外部連結
- New Pattullo Bridge Project（英文）－運輸聯線網站 新帕圖洛橋項目頁面